# Villiers-aux-Bois
Pour les articles homonymes, voir Villiers.
Villiers-aux-Bois est un village faisant partie de la commune de Troisfontaines-la-Ville. Il est situé dans le département de la Haute-Marne et la région Grand Est.

## Géographie
Villiers-aux-bois possède une superficie de 15,06 km2 avec 7,6 hab./Km2

## Histoire
Le 1er août 1972, la commune de Villiers-aux-Bois est rattachée à celle de Troisfontaines qui devient Troisfontaines-la-Ville.

## Administration
| Période                                  | Période | Identité           | Étiquette | Qualité |
| ---------------------------------------- | ------- | ------------------ | --------- | ------- |
| mars 2001                                |         | Bernard Menaucourt |           |         |
| Les données manquantes sont à compléter. |         |                    |           |         |

## Démographie
| 1911 | 1921 | 1926 | 1931 | 1936 | 1946 | 1954 | 1962 | 1968 |
| ---- | ---- | ---- | ---- | ---- | ---- | ---- | ---- | ---- |
| 202  | 170  | 176  | 168  | 170  | 148  | 144  | 132  | 125  |

| 2017 | - | - | - | - | - | - | - | - |
| ---- | - | - | - | - | - | - | - | - |
| 115  | - | - | - | - | - | - | - | - |

## Lieux et monuments
- Prieuré d'Epineuseval
- Église Saint-Gervais-et-Saint-Protais

## Personnalités liées à la commune
- René Mesmin (1897-1931), aviateur.